# Bataille de Port-Cros
Seconde Guerre mondiale
Batailles
1940
- Vado
- Siège de Malte
- Club Run
- Convoi Espero
- Mers el-Kébir
- Punta Stilo
- Cap Spada
- Hurry
- Cap Passero
- MB.8
- Tarente
- Détroit d'Otrante
- White
- Cap Teulada

1941
- Excess
- Convoi AN 14
- Grog
- Abstention
- Baie de La Sude
- Cap Matapan
- Îles Kerkennah
- Crète
- Galite
- Substance
- Halberd
- Convoi Duisburg
- Cap Bon
- Syrte (1941)
- Rade d'Alexandrie

1942
- Syrte (1942)
- Calendar
- Bowery
- Albumen
- Harpoon
- Vigorous
- Pedestal
- Agreement
- Torch
- Stoneage
- Sabordage de la flotte française à Toulon
- Portcullis
- Banc de Skerki
- Olterra (navire auxiliaire)
- Raid sur Alger

1943
- Zouara
- Convoi de Cigno
- Convoi de Campobasso
- Corkscrew
- Husky
- Gela
- Scylla
- Pietracorbara
- Dodécanèse
  - Rhodes
  - Leros
  - Kos
- Convoi KMF-25A

1944
- Ist
- Raid sur Santorin
- Raid sur Symi
- Port-Cros
- La Ciotat
- Île de Pag

1945
Mer Ligure
- Convois alliés
  - convois de Malte
- Campagne des U-boote
- Campagne adriatique

- Corse
- Limousin
- Ain et Haut-Jura
- Les Glières
- Ascq
- Division Brehmer
- Mont Mouchet
- Opérations SAS en Bretagne
- Bataille de Normandie
- Guéret
- Brigade Jesser
- Cornil
- 1er Tulle
- 2e Tulle
- Argenton-sur-Creuse
- Oradour-sur-Glane
- 1er Ussel
- Saint-Marcel
- Saffré
- Mont Gargan
- Vercors
- Penguerec
- Lioran
- Égletons
- 2e Ussel
- Débarquement de Provence
- Port-Cros
- La Ciotat
- Toulon
- Martigues
- Marseille
- Nice
- Rennes
- Saint-Malo
- Brest
- Paris
- Mont-de-Marsan
- Montélimar
- Maillé
- Écueillé
- La Saulx
- Meximieux
- Nancy
- Colonne Elster
- Dunkerque
- Arracourt
- Saint-Nazaire
- Lorient
- Metz
- Royan et de la pointe de Grave
- Campagne de Lorraine
- Colmar

Front d'Europe de l'Ouest
Front d'Europe de l'Est
Campagnes d'Afrique, du Moyen-Orient et de Méditerranée
Bataille de l'Atlantique
Guerre du Pacifique
Guerre sino-japonaise
La bataille de Port-Cros est un engagement naval et terrestre livré le 15 août 1944 dans le cadre de l'opération Dragoon lors de la Seconde Guerre mondiale, quatre heures avant le début de débarquement de Provence. Un destroyer américain, le USS Sommers, intercepte deux navires allemands. Par la suite, le 1er Détachement du service spécial, comprenant des forces spéciales américano-canadiennes est largué sur l'île et capture les positions allemandes. Il s'agit de l'un des rares engagements navals en surface opposant l'United States Navy à la Kriegsmarine.

## La bataille
Le 15 août 1944, le destroyer américain USS Somers croisait en Méditerranée lorsqu'il repère le UJ6081, une corvette (appartenant à l'origine à la Regia Marina sous le nom de Camoscio) et un aviso allemand, le SG21 (auparavant l'Amiral Senes de la marine française). Le commandant Willam Christopher Hughes ordonne une attaque à la torpille et fait diriger ses hommes aux postes de combat. Les Allemands répliquent et manœuvrent afin de tenter d'éviter les torpilles. Toutefois, le UJ6081 est touché à la coque et coule. Le SG21 engage alors le Somers avec son canon principal. L'échange de tirs s'ensuivant dure quelques minutes avant que le SG21 ne soit touché à plusieurs reprises et commence à couler. Finalement, le Somers se retire de la zone pour fournir un appui-feu naval contre des cibles ennemies le long de la côte française. Les forces américaines n'ont pas subi de dégâts ou des victimes.
Plus tard ce jour-là, un régiment mixte de l'armée des États-Unis et de l'infanterie de l'armée canadienne, le 1er Détachement du service spécial est largué sur Port Cros et capture les cinq forts (dont deux saisis sans résistance) après une longue bataille avec les garnisons allemandes les occupant. Neuf parachutistes ont été tués dans les combats terrestres.

## Conséquences
À la suite de la bataille, le commandant Hughes a été reconnu pour sa victoire et a été promu au grade de contre-amiral en partie en raison de son implication dans cette bataille.
Après l'engagement, l'armée américaine occupe Le Levant, une autre île voisine. Deux jours plus tard, le 17 août, l'ancienne corvette italienne Antilope, rebaptisée UJ6082, et l'ancien croiseur auxiliaire égyptien Nimet Allah sont coulés par le USS Endicott avec l'aide de deux canonnières britanniques à la bataille de La Ciotat.